# Kazimierz Nestor Sapieha

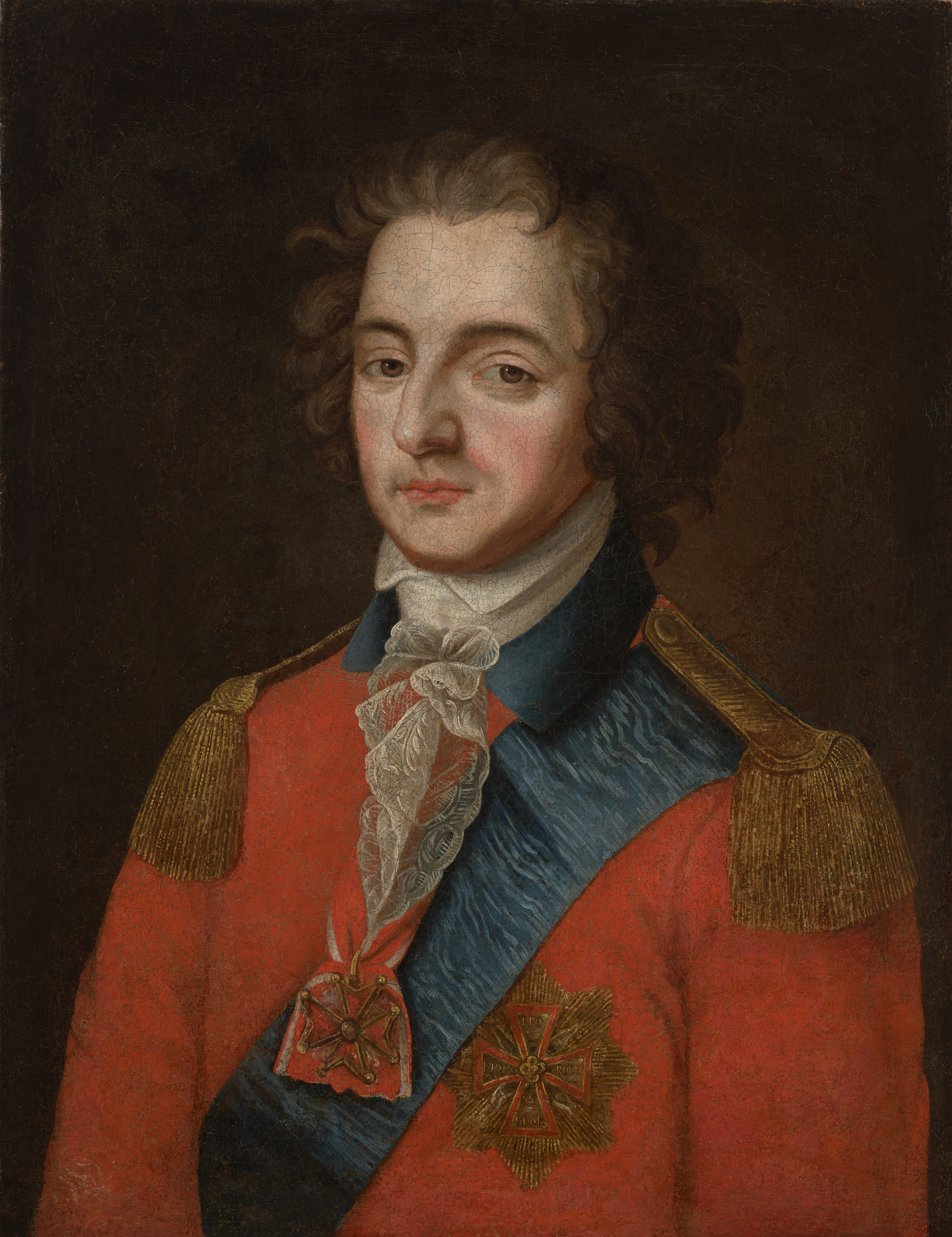
Marszałek w okresie młodości

Kazimierz Nestor Sapieha (ur. 14 lutego 1757, zm. 25 maja 1798 w Wiedniu), książę, generał artylerii litewskiej w latach 1773–1793, marszałek konfederacji Wielkiego Księstwa Litewskiego w czasie Sejmu Czteroletniego w 1788 roku, jeden z twórców Konstytucji 3 maja, był jednym z jej sygnatariuszy.
Zwierzchnik komandorii Świętego Pawła Apostoła zakonu maltańskiego od 1776 roku.

## Życiorys

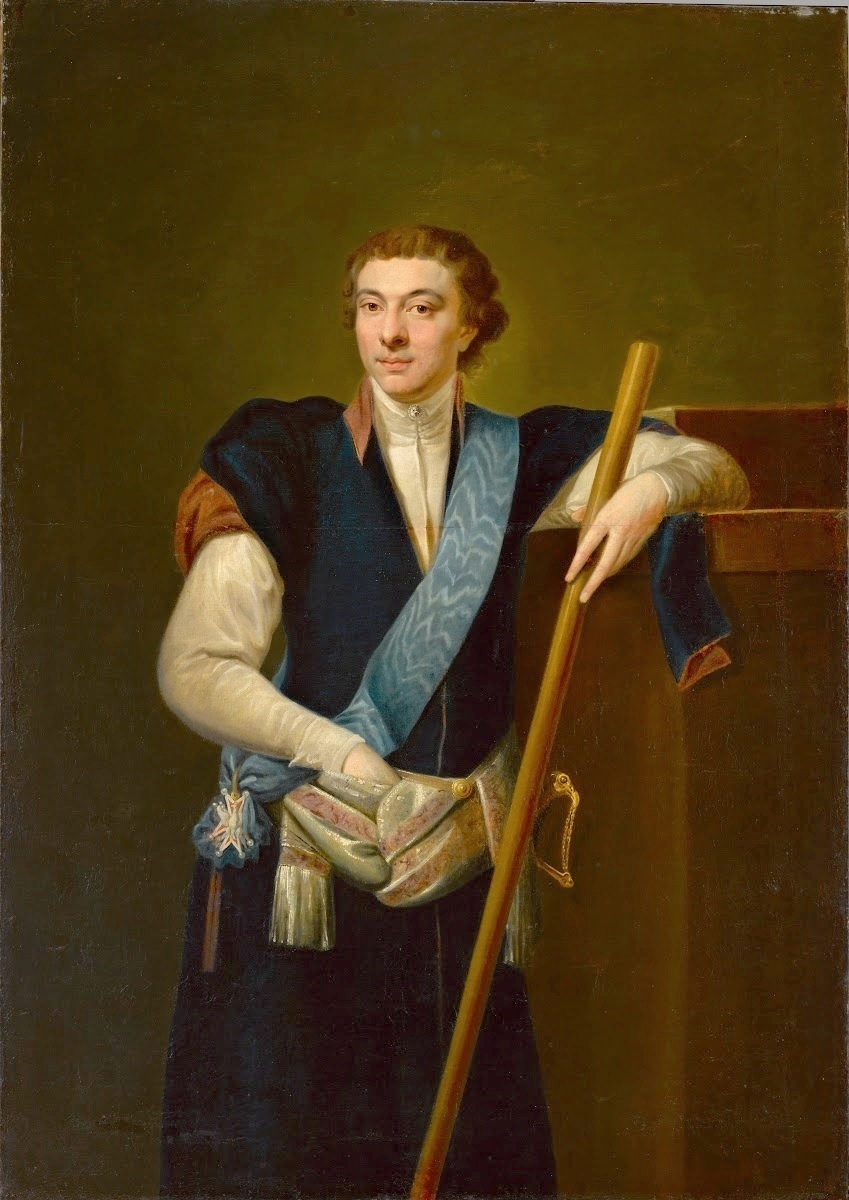
Kazimierz Nestor jako marszałek

W latach 1767–1771 studiował w Szkole Rycerskiej. Jego matka Elżbieta z Branickich Sapieżyna, pierwsza kochanka Stanisława Augusta Poniatowskiego skłoniła króla do mianowania 18-letniego syna generałem. Poseł na sejm 1778 roku z powiatu brzeskolitewskiego. Członek Departamentu Skarbowego Rady Nieustającej w 1779 roku. Był posłem na sejm 1786 roku z powiatu brzeskiego województwa brzeskolitewskiego. Poseł województwa brzeskolitewskiego na Sejm Czteroletni w 1788 roku.
11 stycznia 1789 został wielkim mistrzem loży masońskiej Wielkiego Wschodu Królestwa Polskiego i Wielkiego Księstwa Litewskiego, jak wówczas pisano tąż ręką wolnomularski objął młotek, w której z taką sławą laskę (marszałkowską sejmu), ten znak przewodnictwa w Wolnym Narodzie piastuje.
W 1792 był zwolennikiem kontynuowania wojny z Rosją, sprzeciwił się przystąpieniu króla Stanisława Augusta Poniatowskiego do konfederacji targowickiej. Wkrótce udał się na emigrację. Po wybuchu powstania kościuszkowskiego powrócił do kraju i wziął udział w walkach w stopniu kapitana artylerii. Po upadku insurekcji wyjechał do Wiednia.
Odznaczony Orderem Orła Białego 1 stycznia 1779. W 1774 został kawalerem Orderu Świętego Stanisława.